# پاپ کلمنت چهاردهم
پاپ کلمنت چهاردهم (به انگلیسی: Clement XIV) یکی از پاپ‌های کلیسای کاتولیک رم بود که در ایتالیا به دنیا آمد و از ۱۷۶۹ تا ۱۷۷۴ میلادی پاپ بود.